# Врев
Врев (Врёв) — деревня в Воронцовской волости Островского района Псковской области. Рядом с деревней находится древнее городище.

## Население
| 2001 | 2002 | 2010 |
| ---- | ---- | ---- |
| 24   | ↘16  | ↗18  |

## История
Упоминание Врева как древнего пригорода Псковской земли встречается в Псковских летописях и связано с его осадой в 1426 году войском великого князя литовского Витовта: «вревичи побиша, а вревич паде не много». В Средние века Врев представлял собой город, в котором имелись храмы и монастыри. На территории городища сохранился холм, на котором в Средние века располагалась крепость.
Город Врев входил в число древних псковских пригородов-форпостов в числе таких пригородов-крепостей Пскова, как Воронич, Остров, Опочка, Выбор, Велье и др. Их роль заключалась в защите подступов Пскова с юго-запада. Они играли также роль торговых пунктов, обеспечивающих удобную переправу по торговому тракту из Москвы и Пскова на Литву и Польшу.
С течением времени Врев стал уездным центром. В XX веке это было достаточно крупное село. Рядом со Вревом, в д. Мясово располагалась школа. Во Вреве действовал медпункт и почтовое отделение. По состоянию на начало XXI века в селе почти не осталось жителей (школа, например, была закрыта примерно в 1978 году).
Наиболее значительной достопримечательностью Врева является его погост — обширное кладбище, на котором имеются исторические захоронения.
Также на территории села Врев есть действующее кладбище, большая часть которого находится на длинной продолговатой гряде (бывший крепостной вал) при въезде в село. Кладбище древнее, но старые могилы фактически все уничтожены или не поддаются идентификации. Тут можно обнаружить старые каменные кресты.
На этом кладбище есть примечательные захоронения. Так, на участке кладбища слева от дороги (основная часть кладбища — справа) похоронена ясновидящая Мария Резицкая — «русская Ванга», о которой ходили местные легенды. На той же части кладбища похоронен Степанов Влас. Он был пчеловодом. Его могилу закрывает массивная каменная плита, что свидетельствует об особых почестях, оказанных ему при его проводах в последний путь.
На вершине городища Врев в 1810 г. был построен, впоследствии обрушившийся, храм во имя Святых Апостолов Петра и Павла. При храме находился фамильный некрополь баронов Вревских. Здесь был похоронен генерал-губернатор Туркестанского края, командующий Туркестанским военным округом Александр Борисович Вревский. Здесь же покоилась его мать Евпраксия Николаевна Вревская (урождённая Вульф), знакомая А. С. Пушкина, с которой, по преданию, поэт списал образ Ольги Лариной из романа «Евгений Онегин». Ей, как одной из числа самых близких своих знакомых, поэт поведал о предстоящей дуэли с Ж. Дантесом. Некрополь был разграблен и разорён в первые послереволюционные годы. Большинство захоронений не сохранилось.
В 1995 году городище Врёв включено в состав Музея-заповедника А. С. Пушкина.